# Ibn aš-Šatir
Ala Al-Din Abu'l-Hasan Ali Ibn Ibrahim Ibn aš-Šatir (arabsko ابن الشاطر), arabski astronom, matematik, inženir in izumitelj, * 1304, † 1375.
Ibn aš-Šatir je deloval kot muvakit (موقت, religijski merilec časa) v Mošeji Omajadov v Damasku.
Njegova najpomembnejša astronomska razprava je bila Zadnje iskanje izboljšanja načel (Kitab nihajat al-sul fi tašin al-usul), v kateri je odločno prenovil ptolemejske modele gibanja Sonca, Lune in planetov. Uvedel je svoje neptolemejske modele, ki so izločili predstavo epicikla v modelu Osončja. Prek at-Tusijevega para je uvedel dodatne epicikle v planetnih modelih, po njegovem modelu so v Luninem modelu postali odveč ekscentri, epicikli in ekvant.